# Lluís Carreras
Lluís Carreras i Ferrer (Sant Pol de Mar, 24 september 1972) is een voormalig Spaans profvoetballer. Hij is sinds 2010 werkzaam als trainer van CE Sabadell.

## Clubvoetbal
Carreras begon als voetballer in de jeugdopleiding (cantera) van FC Barcelona. Op 4 april 1993 debuteerde hij tegen CD Logroñés voor het eerste elftal in de Primera División. Na seizoenen bij Real Oviedo (1993/1994) en Racing de Santander (1994/1995), speelde Carreras in het seizoen 1995/1996 opnieuw voor FC Barcelona. Vervolgens stond hij enkele jaren onder contract bij Real Mallorca, waarmee de verdediger in 1999 verliezend finalist was in de laatste Europa Cup II. Carreras speelde nog voor Atlético de Madrid (2000-2003) en Real Murcia (2003-2004) voordat hij bij Deportivo Alavés (2004-2007) kwam. Met deze club promoveerde Carreras in 2005 naar de Primera División, maar een jaar later volgde alweer degradatie naar de Segunda División A.

### Statistieken
| seizoen | club             | land   | competitie         | wed. | goals |
| ------- | ---------------- | ------ | ------------------ | ---- | ----- |
| 1991/92 | FC Barcelona B   | Spanje | Segunda División A | 36   | 9     |
| 1992/93 | FC Barcelona B   | Spanje | Segunda División A | 34   | 10    |
| 1992/93 | FC Barcelona     | Spanje | Primera División   | 1    | 0     |
| 1993/94 | Real Oviedo      | Spanje | Primera División   | 30   | 1     |
| 1994/95 | Racing Santander | Spanje | Primera División   | 26   | 1     |
| 1995/96 | FC Barcelona     | Spanje | Primera División   | 18   | 0     |
| 1996/97 | Real Mallorca    | Spanje | Primera División   | 27   | 2     |
| 1997/98 | Real Mallorca    | Spanje | Primera División   | 12   | 1     |
| 1998/99 | Real Mallorca    | Spanje | Primera División   | 18   | 0     |
| 1999/00 | Real Mallorca    | Spanje | Primera División   | 21   | 3     |
| 2000/01 | Atlético Madrid  | Spanje | Segunda División A | 16   | 2     |
| 2001/02 | Atlético Madrid  | Spanje | Segunda División A | 28   | 2     |
| 2002/03 | Atlético Madrid  | Spanje | Primera División   | 8    | 0     |
| 2003/04 | Real Murcia      | Spanje | Primera División   | 15   | 0     |
| 2004/05 | Deportivo Alavés | Spanje | Primera División   | ??   | ?     |
| 2005/06 | Deportivo Alavés | Spanje | Primera División   | 3    | 0     |
| 2006/07 | Deportivo Alavés | Spanje | Segunda División A | ??   | ?     |